# Дзержиславиці
Дзержиславиці (пол. Dzierżysławice) — село в Польщі, у гміні Ґлоґувек Прудницького повіту Опольського воєводства.
Населення — 376 осіб (2011).

## Демографія
Демографічна структура станом на 31 березня 2011 року:
|          | Загалом | Допрацездатний вік | Працездатний вік | Постпрацездатний вік |
| -------- | ------- | ------------------ | ---------------- | -------------------- |
| Чоловіки | 181     | 30                 | 122              | 29                   |
| Жінки    | 195     | 36                 | 117              | 42                   |
| Разом    | 376     | 66                 | 239              | 71                   |